# Richard Henry Dana den yngre
Richard Henry Dana (1. august 1815 i Cambridge, Massachusetts – 6. januar 1882 i Rom) var en amerikansk politiker og forfatter, søn af Richard Henry Dana den ældre.
Dana studerede ligesom faderen ved Harvard og blev senere sagfører med søret som specialitet. Som ung for han et par år til søs, og hans erfaringer her udnyttede han i sin kendte Two Years before the Mast (1840).